# Montoldre
Montoldre és un municipi francès, situat al departament de l'Alier i a la regió d'Alvèrnia-Roine-Alps. L'any 2007 tenia 638 habitants.

## Demografia

### Població
El 2007 la població de fet de Montoldre era de 638 persones. Hi havia 192 famílies de les quals 52 eren unipersonals (24 homes vivint sols i 28 dones vivint soles), 56 parelles sense fills, 76 parelles amb fills i 8 famílies monoparentals amb fills.
La població ha evolucionat segons el següent gràfic:
Habitants censats

### Habitatges
El 2007 hi havia 214 habitatges, 189 eren l'habitatge principal de la família, 17 eren segones residències i 8 estaven desocupats. 206 eren cases i 5 eren apartaments. Dels 189 habitatges principals, 157 estaven ocupats pels seus propietaris, 26 estaven llogats i ocupats pels llogaters i 6 estaven cedits a títol gratuït; 2 tenien una cambra, 4 en tenien dues, 31 en tenien tres, 59 en tenien quatre i 93 en tenien cinc o més. 137 habitatges disposaven pel capbaix d'una plaça de pàrquing. A 75 habitatges hi havia un automòbil i a 98 n'hi havia dos o més.

### Piràmide de població
La piràmide de població per edats i sexe el 2009 era:
| Homes | Edats   | Dones |
| ----- | ------- | ----- |
| 0     | 95 o +  | 16    |
| 4     | 90 a 94 | 28    |
| 4     | 85 a 89 | 36    |
| 4     | 80 a 84 | 0     |
| 24    | 75 a 79 | 28    |
| 16    | 70 a 74 | 16    |
| 32    | 65 a 69 | 8     |
| 20    | 60 a 64 | 12    |
| 4     | 55 a 59 | 16    |
| 32    | 50 a 54 | 16    |
| 16    | 45 a 49 | 4     |
| 24    | 40 a 44 | 12    |
| 24    | 35 a 39 | 40    |
| 12    | 30 a 34 | 16    |
| 8     | 25 a 29 | 4     |
| 12    | 20 a 24 | 8     |
| 12    | 15 a 19 | 28    |
| 32    | 10 a 14 | 12    |
| 16    | 5 a 9   | 28    |
| 4     | 0 a 4   | 4     |

## Economia
El 2007 la població en edat de treballar era de 327 persones, 237 eren actives i 90 eren inactives. De les 237 persones actives 219 estaven ocupades (121 homes i 98 dones) i 18 estaven aturades (8 homes i 10 dones). De les 90 persones inactives 44 estaven jubilades, 17 estaven estudiant i 29 estaven classificades com a «altres inactius».

### Ingressos
El 2009 a Montoldre hi havia 176 unitats fiscals que integraven 429,5 persones, la mediana anual d'ingressos fiscals per persona era de 16.666 €.

### Activitats econòmiques
Dels 11 establiments que hi havia el 2007, 1 era d'una empresa extractiva, 1 d'una empresa de fabricació d'altres productes industrials, 1 d'una empresa de construcció, 3 d'empreses de comerç i reparació d'automòbils, 1 d'una empresa d'hostatgeria i restauració, 1 d'una empresa de serveis, 1 d'una entitat de l'administració pública i 2 d'empreses classificades com a «altres activitats de serveis».
L'únic servei als particulars que hi havia el 2009 era un restaurant.
L'únic establiment comercial que hi havia el 2009 era una botiga d'equipament de la llar.
L'any 2000 a Montoldre hi havia 17 explotacions agrícoles que ocupaven un total de 1.092 hectàrees.

## Equipaments sanitaris i escolars
El 2009 hi havia una escola elemental.

## Poblacions més properes
El següent diagrama mostra les poblacions més properes.